# Alcalde de Funza
El Alcalde Municipal de Funza Cundinamarca, comúnmente conocido como el alcalde de Funza, encabeza el gobierno del municipio. Es la máxima autoridad administrativa y política de Funza. Esta autoridad es elegida por votación popular, con el sistema de mayoría simple, para un periodo de cuatro años. El Despacho de la Alcaldesa y sede del gobierno municipal de Funza se encuentra ubicado en el Parque Principal de Funza, Capitán Ernesto Esguerra, Palacio Municipal ubicado en la Carrera 14 #13-05, Funza, Cundinamarca.
Jeimmy Sulgey Villamil Buitrago es actualmente la Alcaldesa Municipal de Funza Cundinamarca, siendo elegida para el periodo 2024-2027, por la coalición "Funza Evoluciona" conformada por el Partido Cambio Radical, Partido Liberal, Alianza Verde, Partido Conservador, AICO, Partido de la Unión por la Gente, Partido Demócrata Colombiano, ASI, Todos Somos Colombia y Colombia Justa Libres.

## Alcaldes elegidos por voto popular (1988-actualidad)
Desde el año 1988 en Colombia se habilita la elección popular de alcaldes y otros cargos, por medio del Acto Legislativo 1 de 1986 del Congreso de la República, inicialmente por un periodo de 3 años, a partir del año 2003 se extienden de 3 a 4 años el período de gobierno de los alcaldes colombianos, la elección popular de 1988 da como ganador a Juan Manuel Gutiérrez Madero, que se convierte en el primer alcalde popular del municipio de Funza.
| Periodo   | Nombre                           |
| --------- | -------------------------------- |
| 1988-1990 | Juan Manuel Gutiérrez Madero     |
| 1990-1992 | Geomar Duque Vasquez             |
| 1992-1994 | Carlos Eduardo Aguilera          |
| 1993      | Aixa Ulloa (e)                   |
| 1994-1995 | Luis Arcesio Montealegre         |
| 1995-1997 | Pedro Hervey González Nieto      |
| 1998-2000 | Geomar Duque Vasquez             |
| 2001-2003 | Beyanith Gutiérrez Roa           |
| 2004-2007 | Hernando Vargas González         |
| 2008-2011 | Jorge Emilio Rey Angel           |
| 2012-2015 | Jorge Enrique Machuca López      |
| 2016-2019 | Manuel Antonio Montagu Briceño   |
| 2020-2023 | Daniel Felipe Bernal Montealegre |
| 2024-2027 | Jeimmy Sulgey Villamil Buitrago  |

### Resultado elección de 2011

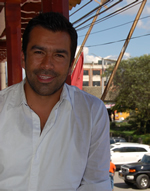
Jorge Emilio Rey, alcalde de Funza (2008-2011)

### Resultado elección de 2023

Logo Alcaldía de Funza a partir de 2024, en cumplimiento de la Ley 2345 de 2023: Por medio de la cual se implementa el manual de identidad visual de las entidades estatales, se prohíben las marcas de gobierno y se establecen medidas para la austeridad en la publicidad estatal

## Planes de Desarrollo (2008-actualidad)
| Periodo   | Nombre                                   |
| --------- | ---------------------------------------- |
| 2008-2011 | Funza: Ciudad Eficiente                  |
| 2012-2015 | Funza Avanza con Garantía de Ciudad      |
| 2016-2019 | De frente con la gente, Juntos Avanzamos |
| 2020-2023 | Funza Ciudad LÍder                       |
| 2024-2027 | Funza Evoluciona                         |

## Gabinete Municipal (2024-2027)
| Encargado                         | Cargo                                                |
| --------------------------------- | ---------------------------------------------------- |
| Jonathan Efren Acero Rojas        | Gerente Plan de Desarrollo                           |
| Yeimy Carolina Abello Chaves      | Gerente Buen Gobierno                                |
| Miguel Goenaga Martínez           | Líder Programa Despacho                              |
| Kelly Johana Ríos Gomez           | Asesora Jurídica Despacho                            |
| Jairo Adolfo Calderón Mora        | Secretario de Seguridad, Convivencia y Orden Público |
| Alexandra Buitrago Guacaneme      | Secretaria de Ambiente y Bienestar Animal            |
| Gladys González González          | Secretaria Infraestructura                           |
| Ivonne Paola Salamanca Arevalo    | Secretaria de Desarrollo Social                      |
| Diana Carolina Díaz Rojas         | Secretaria de Hacienda                               |
| Esteban Alexander Mancera Orjuela | Secretario de Planeación y Ordenamiento              |
| Roberto Organista Insuasti        | Secretario de Gobierno                               |
| Diego Fernando Rojas Bohorquez    | Secretario de Educación                              |
| Cesar Alirio Rojas Jaramillo      | Secretario de Desarrollo Econónimo y Competitividad  |
| Constanza Bedoya Garcia           | Secretaria Jurídica                                  |
| Luz Angela González Mejia         | Secretaria General                                   |
| Norma Lucrecia Cardozo Agudelo    | Secretaria de Salud                                  |
| Yuri Mashiel Ramos Acosta         | Secretaria de Mujer y Juventud                       |
| Oscar Augusto Chunza Gómez        | Director del Centro Cultural Bacatá                  |
| Jenni Vásquez Figueroa            | Directora de Cundeportes                             |
| Omar Vargas Sánchez               | Secretario de Movilidad                              |
| Inocencio María Villamil Sánchez  | Secretario de Movilidad                              |
| Diana Villamil Buitrago           | Gestora Social                                       |
| Luisa Fernanda Naranjo Pardo      | Jefe de Prensa                                       |

## Resultados Elección de Alcaldes elegidos por voto popular (2011-actualidad)

### Resultado elección de 2011[6]
| Candidato                      | N.° de votos | Alcalde Elegido |
| ------------------------------ | ------------ | --------------- |
| Jorge Enrique Machuca López    | 16.224       | X               |
| Diego Fernando Mora Herrera    | 12.389       |                 |
| Carlos Julio Buitrago González | 593          |                 |
| Votos no marcados              | 671          |                 |
| Votos Nulos                    | 835          |                 |
| Votos en Blanco                | 1.876        |                 |
| TOTAL                          | 32.588       | 32.588          |

### Resultado elección de 2015[7]
| Candidato                      | N.° de votos | Alcalde Elegido |
| ------------------------------ | ------------ | --------------- |
| Manuel Antonio Montagu Briceño | 22.407       | X               |
| Oscar Javier Uribe Quintero    | 6.664        |                 |
| Diego Fernando Mora Herrera    | 6.079        |                 |
| Comité Promotor Voto En Blanco | 229          |                 |
| Votos no marcados              | 729          |                 |
| Votos Nulos                    | 1.032        |                 |
| Votos en Blanco                | 2.114        |                 |
| TOTAL                          | 39.254       | 39.254          |

### Resultado elección de 2019[8]
| Candidato                        | N.° de votos | Alcalde Elegido |
| -------------------------------- | ------------ | --------------- |
| Daniel Felipe Bernal Montealegre | 18.704       | X               |
| Oscar Javier Uribe Quintero      | 17.681       |                 |
| Guillermo Andrés Castro Rozo     | 3,093        |                 |
| Carlos Julio Rodríguez Sandoval  | 492          |                 |
| Votos no marcados                | 617          |                 |
| Votos Nulos                      | 1.229        |                 |
| Votos en Blanco                  | 3.893        |                 |
| TOTAL                            | 45.709       | 45.709          |

### Resultado elección de 2023[9]
| Candidato                         | N.° de votos | Alcaldesa Elegido |
| --------------------------------- | ------------ | ----------------- |
| Jeimmy Sulgey Villamil Buitrago   | 25.534       | X                 |
| Bryan Alexis Amaya Sanchez        | 8.417        |                   |
| Jhonny Alexander Salamanca Segura | 3.167        |                   |
| Doris Riaño Duarte                | 1.970        |                   |
| Ana Rosa Carvajal Jimenez         | 766          |                   |
| Votos no marcados                 | 675          |                   |
| Votos Nulos                       | 1.703        |                   |
| Votos en Blanco                   | 4.640        |                   |
| TOTAL                             | 46.872       | 46.872            |